# (1704) Wachmann
(1704) Wachmann es un asteroide que forma parte del cinturón de asteroides y fue descubierto el 7 de marzo de 1924 por Karl Wilhelm Reinmuth desde el observatorio de Heidelberg-Königstuhl, Alemania.

## Designación y nombre
Wachmann recibió inicialmente la designación de A924 EE.
Más tarde se nombró en honor del astrónomo alemán Arno Arthur Wachmann (1902-1990).

## Características orbitales
Wachmann orbita a una distancia media de 2,223 ua del Sol, pudiendo acercarse hasta 2,03 ua y alejarse hasta 2,416 ua. Su excentricidad es 0,08667 y la inclinación orbital 0,9708°. Emplea 1211 días en completar una órbita alrededor del Sol.